# マニカランド州
マニカランド州(マニカランドしゅう、Manicaland Province)は、ジンバブエの州。ジンバブエ東部に位置し、東をモザンビークと接する。面積36,459km²、人口160万人（2002年）。州都はムタレ。

## 名称と住民
マニカランド州の名は、この州に多く住むショナ人のサブグループであるマニカ人に由来する。

## 行政区画
マニカランド州はブヘラ、チマニマニ、チピンゲ、マコニ、ムタレ、ムタサ、ニャンガの7地方に分かれている。